# Свети Илия (тунел)
Вижте пояснителната страница за други значения на Свети Илия.
Тунелът „Свети Илия“ е пътен тунел под Биоково, свързващ т.нар. макарска ривиера по далматинското крайбрежие с континенталната част на Сплитско-далматинска жупания.
Тунелът е с дължина 4248 м и ширина на пътното платно на 7,7 м, а дължината на тръбата му е точно 4255.62 m. Носи името си от едноименния връх в планината Биоково, под който е прокопан. От тунела до върха на планината над него има 1336 м. Тунелът е четвърти по дължина в Хърватия.
Строителството на тунела започва на 25 март 2008 г. (от северната страна), и е пробит на 21 януари 2010 г. Близо до тунела „Свети Илия“, в Турия, се намира паметна плоча от времето на Наполеон в Далмация, и по-специално от 1809 г. на т.нар. илирийски провинции, отбелязваща завършването на строителството на далматинския адриатически панорамен път от Задар към залива на Котор.
Тунелът е в експлоатация от 8 юли 2013 г. и съкращава придвижването между Макарска и остров Брач и останалата част от Хърватия, посредством връзката на тунела с Автомагистрала А1 (Хърватия). 
От 1 януари 2018 г. преминаването през тунела е безплатно (преди това е струвало 20 куни в посока).